# Сеспедес, Аугусто
Аугусто Сеспедес Патци (исп. Augusto Céspedes Patzi; 6 февраля 1904, Кочабамба — 9 мая 1997, Ла-Пас) — боливийский писатель
, журналист, политик и дипломат. Один из самых значительных представителей так называемого «Чакского поколения» и революции 1952 года в боливийской литературе. Зять Карлоса Монтенегро.

## Биография
Сеспедес изучал право и получил степень в Ла-Пасе. Однако он не стал заниматься этой профессией, обратив свое внимание на политику и журналистику.
Со своим другом (и мужем его сестры Иоланды), публицистом Карлосом Монтенегро в 1927 году он выступил основателем Партии национального союза, продвигаемой президентом Эрнандо Силесом.
Он работал журналистом на фронте войны в Чако, писал статьи для газеты El Universal, в которых изначальный лёгкий тон сменился ужасом и трагизмом военного конфликта. Он использовал свой опыт на передовой для написания рассказов в своем сборнике 1936 года Sangre de Mestizos, в который вошел его рассказ El Bozo, часто включаемый в антологии. Его 34 депеши были собраны и опубликованы в книге Cronicas Heroicas de una guerra estúpida, опубликованной в 1975 году.
Из-за желания разобраться и вникнуть в проблемы горняков Сеспедес уехал жить в шахтёрские районы, установил прямой контакт с профсоюзами и был избран депутатом от горнодобывающих округов в Национальном учредительном собрании, созванном Херманом Бушем в 1938 году.
Он стал известным политиком, в общей сложности трижды — в 1938, 1944 и 1956 годах — избиравшимся в парламент. Ранее член Объединённой социалистической партии, в 1942 году он участвовал в основании Революционного националистического движения, став одним из лидеров и идеологов партии, а также учредителем её ежедневной газеты La Calle (обратной стороной этого стало вынужденное изгнание из страны Сеспедеса как видного революционного националиста после переворота 1946 года вплоть до революции 1952 года).
Кроме того, он руководил газетой La Nación в Ла-Пасе и сыграл важную роль в боливийской литературе; он написал различные биографии президентов, таких как Даниэль Саламанка, Херман Буш Бесерра и Гуальберто Вильярроэль. Среди многих других его книг особым успехом пользовался его первый роман Metal del Diablo (1946) — художественный портрет оловянного магната Симона И. Патиньо как эксплуататора и манипулятора.

Работал он и в дипломатических учреждениях. Он был послом Боливии в Парагвае в 1945 году (устроил приезд сюда Вильярроэля — первый визит президента Боливии в эту страну после окончания войны с ней) и в Италии в 1953 году, а также отличился в качестве посла при ЮНЕСКО.

## Избранные произведения
- 1936: Sangre de Mestizos (рассказы)
- 1946: Metal del diablo (роман)
- 1956: El dictador suicida (историческая биография)
- 1966: El presidente colgado (историческая биография)
- 1968: Trópico enamorado (роман)
- 1975: Cronicas Heroicas de una guerra estúpida (журналистика)

## Награды
- 1957: Национальная литературная премия.